# Folkparksvägen

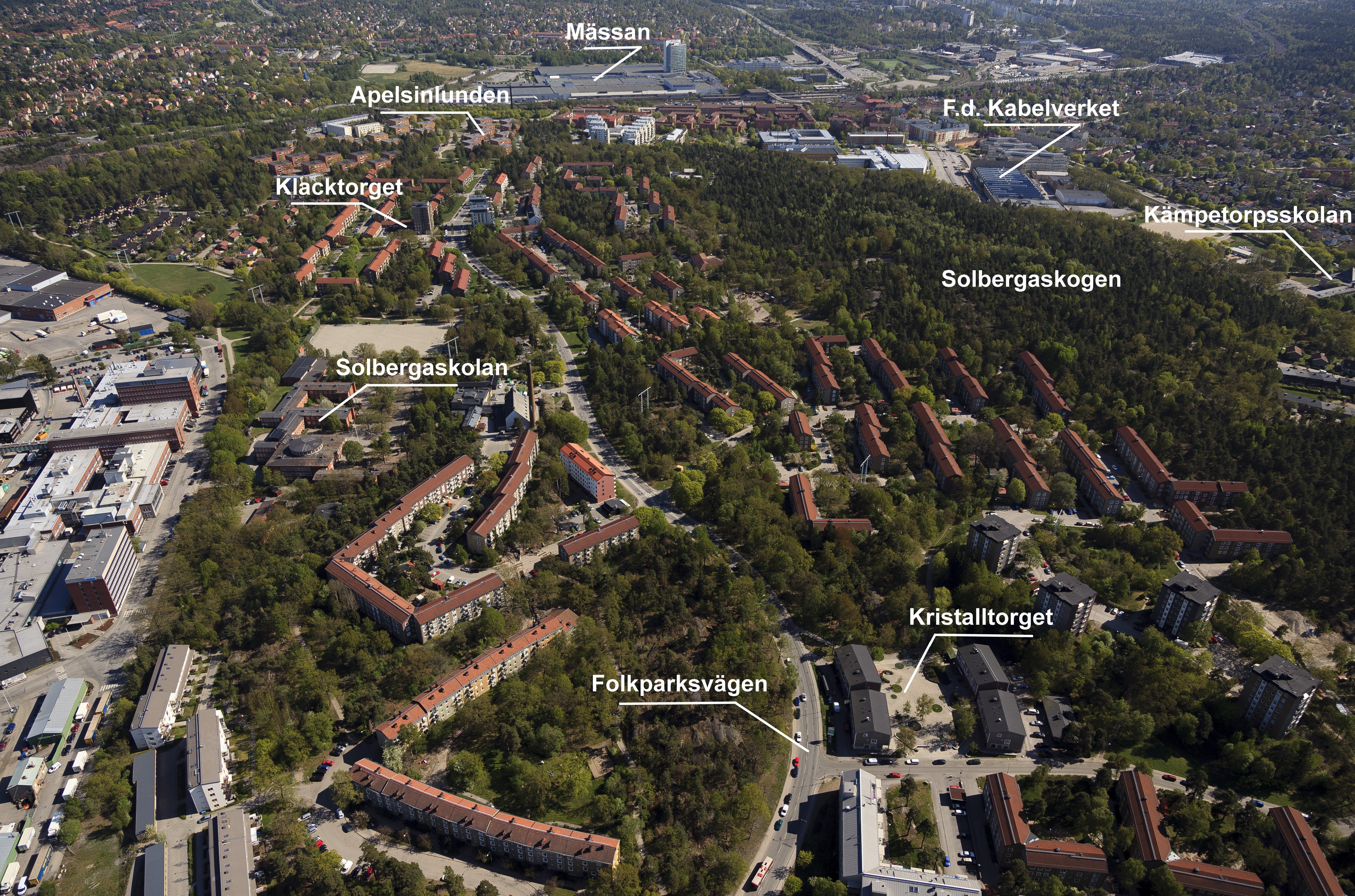
Solberga från norr 2011 med Folkparksvägens sträckning.

Folkparksvägen är en gata i stadsdelen Solberga i Söderort. Gatan är Solbergas huvudtrafikstråk, som fick sitt namn 1944 och anlades i två etapper; i början av 1950-talet (norra delen) och i slutet av 1960-talet (södra delen). 

## Historik

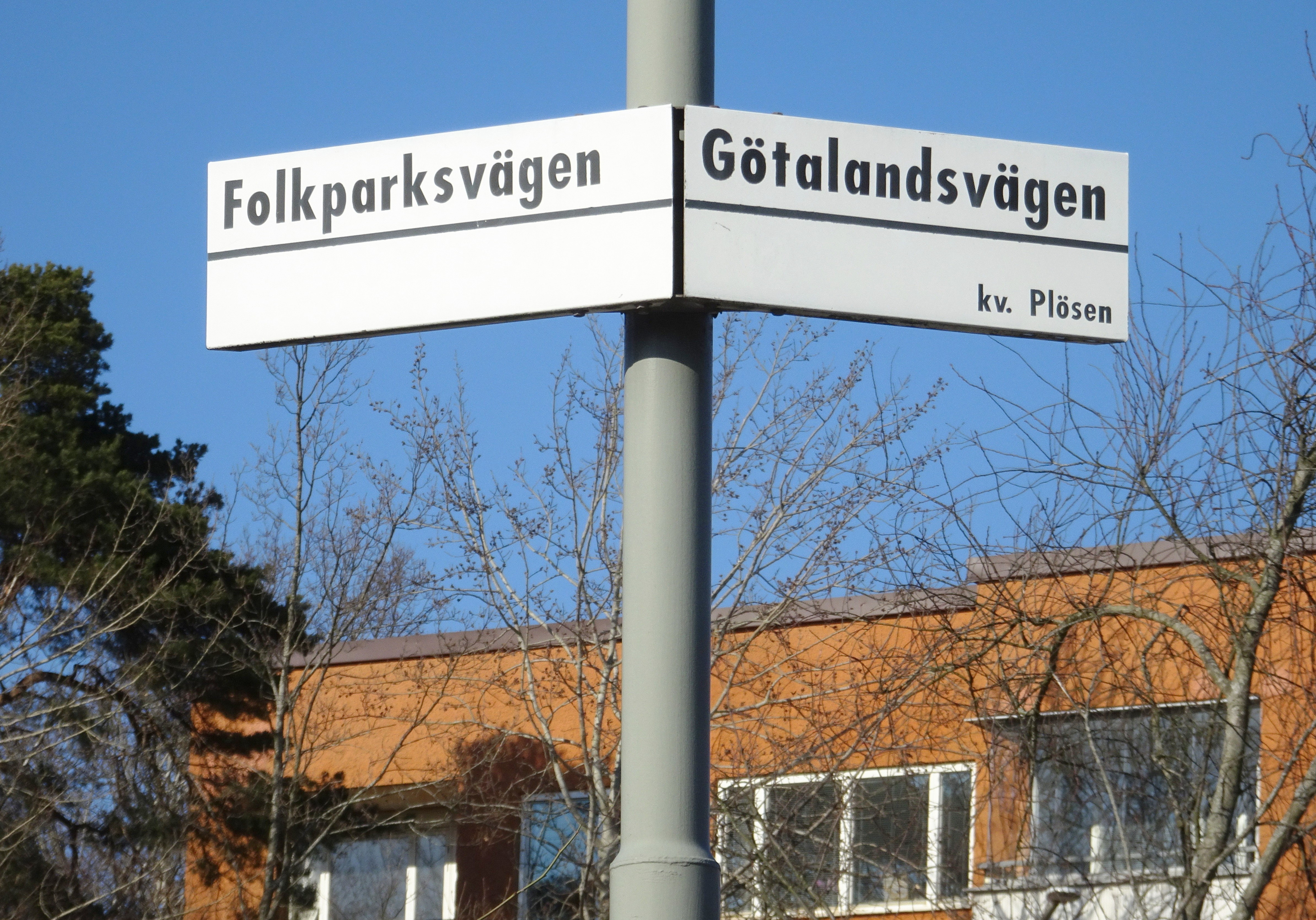
Folkparksvägen vid Götalandsvägen.

Folkparksvägen har sitt namn efter Södra folkparken som låg i nuvarande stadsdelen Västberga. Parken anlades 1915 och blev känd för sina utmärkta teaterföreställningar. Parken eldhärjades svårt 1927 och försvann helt när området såldes 1944 till Stockholms stad för bostadsbebyggelse. Det bostadsområde som ligger här kallas även Folkparksområdet. I dag påminner Dansbanevägen, Karusellvägen, Tombolavägen, Tivolivägen och Cirkusvägen i Folkparksområdet samt Folkparksvägen i Solberga om den tidigare nöjesparken.
Folkparksvägen började planeras när Solberga fick sin första stadsplan på 1940-talet. Stadsplanen för den första etappen innehöll en huvudgata som utformades för stark trafik och utan några direkta tillfarter till och från de planerade bostadshusen. För tillfarter lades istället lokalgator in i bostadsområdena till höger och vänster, antingen som återvändsgator eller som slingor där man kom tillbaka till Folkparksvägen på ett annat ställe. Kring dessa lokalgator grupperades sedan bostadshusen.
Vägen blev stadsdelens huvudtrafikstråk som ursprungligen sträckte sig från Folkparksområdet i norr ner till strax söder om Klacktorget och kunde bara trafikeras norrifrån. I en andra etapp skulle vägen förlängas söderut till Götalandsvägen vid Älvsjö station, men när detta kunde ske var oklar. Förlängningen genomfördes först i slutet av 1960-talet när Stockholms stad kunde förvärva resterande mark av fastighetsägaren, Svenska kyrkan. År 1970 omdöptes Folkparksvägens nordligaste del till Kontrollvägen som fick sitt namn efter den där befintliga ”Kontrollanstalten för bilar” (Bilbesiktningen).

## Bebyggelse

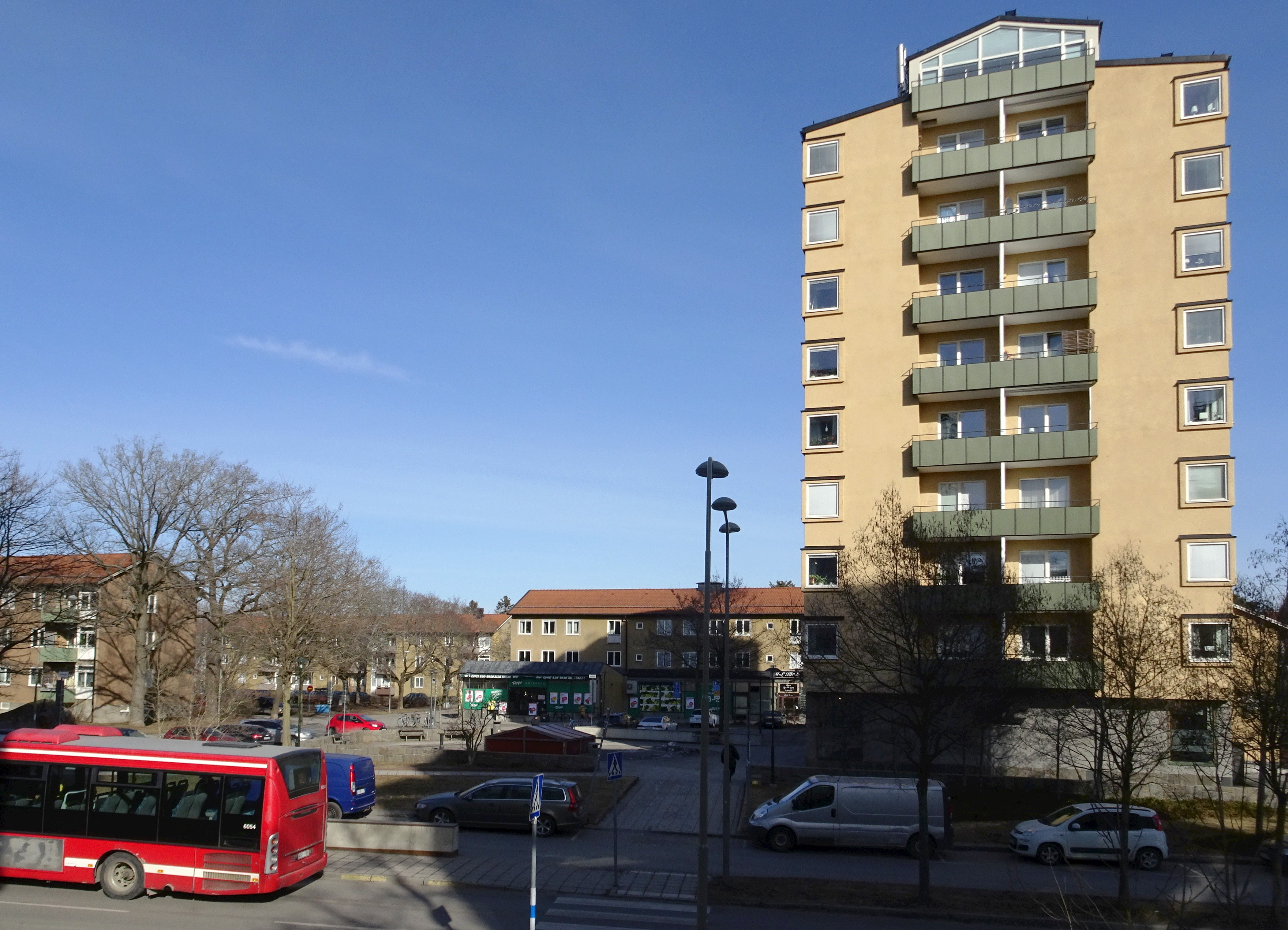
Folkparksvägen vid Klacktorget.

Längs med Folkparksvägen ligger Solbergas båda lokala centrumanläggningar. I norr anlades 1950 Kristalltorget med postkontor, två livsmedelsbutiker och annan samhällsservice. Torgets bebyggelse ritades av arkitekterna Backström & Reinius och klassas av Stadsmuseet i Stockholm kulturhistoriskt särskilt värdefullt. Vid Folkparksvägens mellersta del uppfördes 1951 Solbergas andra stadsdelscentrum, kallat Klacktorget, med ett tio våningar högt punkthus som arkitektonisk accent. För ritningarna stod arkitekt Paul Hedqvist vilken även var upphovsman bakom Solbergaskolan vid Folkparksvägen 83–85.
Bostadsbebyggelsen längs med Folkparksvägen tillkom huvudsakligen i början av 1950-talet och karakteriseras av tidstypiska och välgestaltade lamellhus i den vid tiden rådande Folkhemsarkitekturen. Utöver Backström & Reinius och Paul Hedqvist märks även Erik och Tore Ahlsén bland arkitekterna.
I samband med Folkparksvägens förlängning söderut 1967–1970 uppfördes i ramen för Miljonprogrammet 34 punkthus i kvarteren Pliggen, Klacklappen och Skohornet ritade av arkitekt Lars Bryde. Området kallas Apelsinlunden på grund av husens orange-gula färgsättning. Fastigheterna är grönmärkta av Stadsmuseet vilket innebär "särskilt värdefull från historisk, kulturhistorisk, miljömässig eller konstnärlig synpunkt".

## Bilder

Gatans norra del
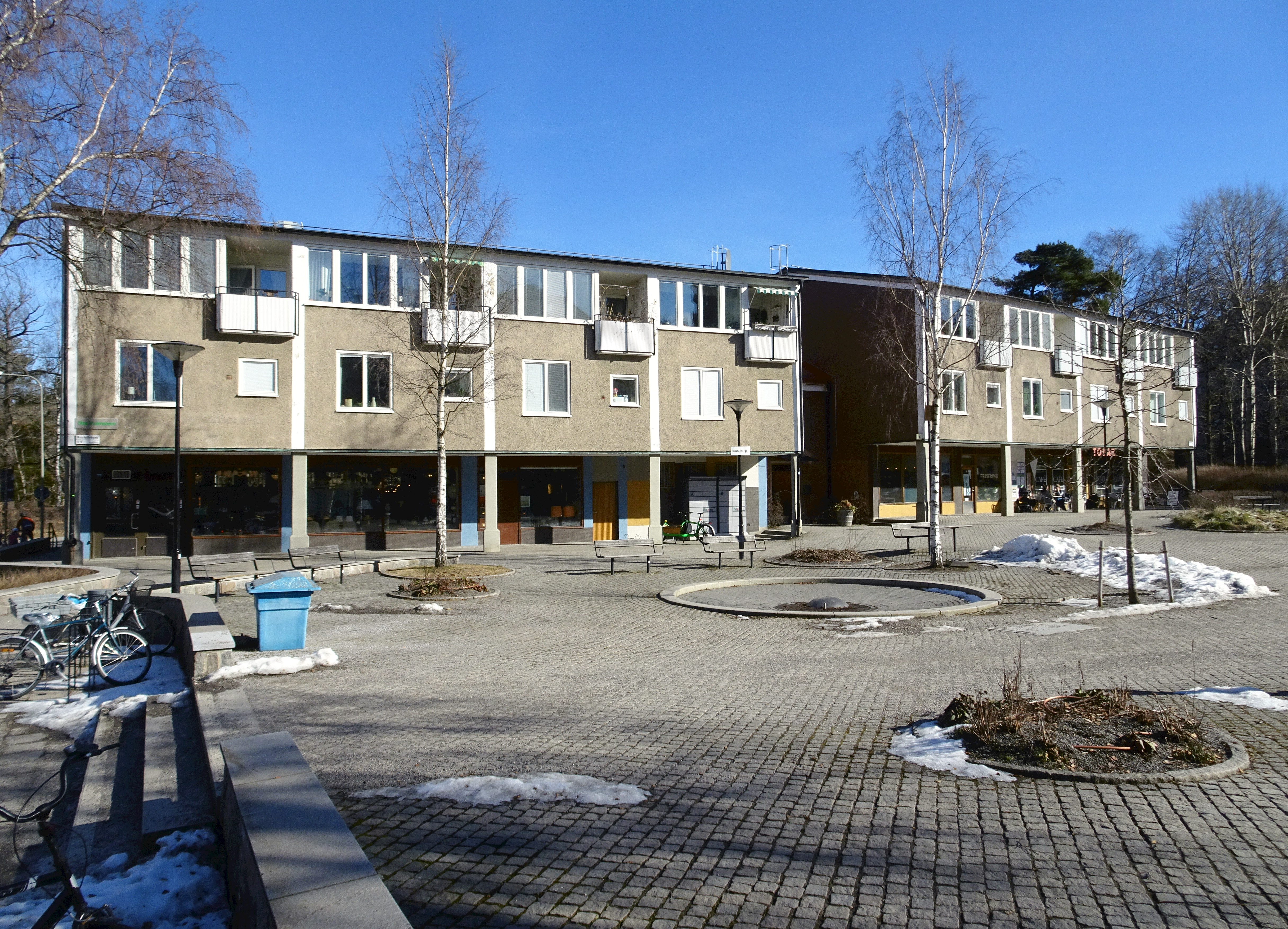
Kristalltorgets länga i kvarteret Topasen mot Folkparksvägen.
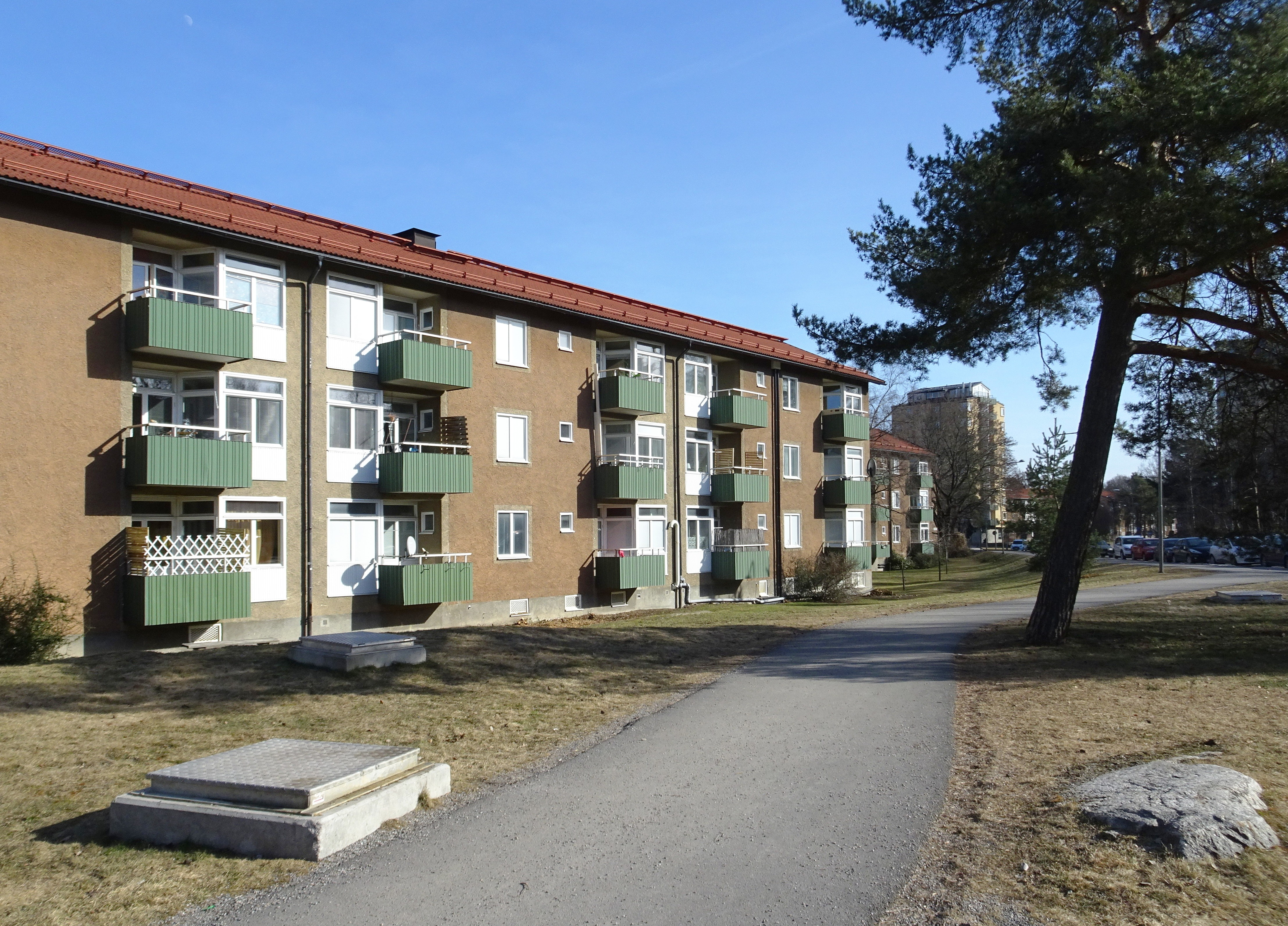
Kvarteret Tåhättan.
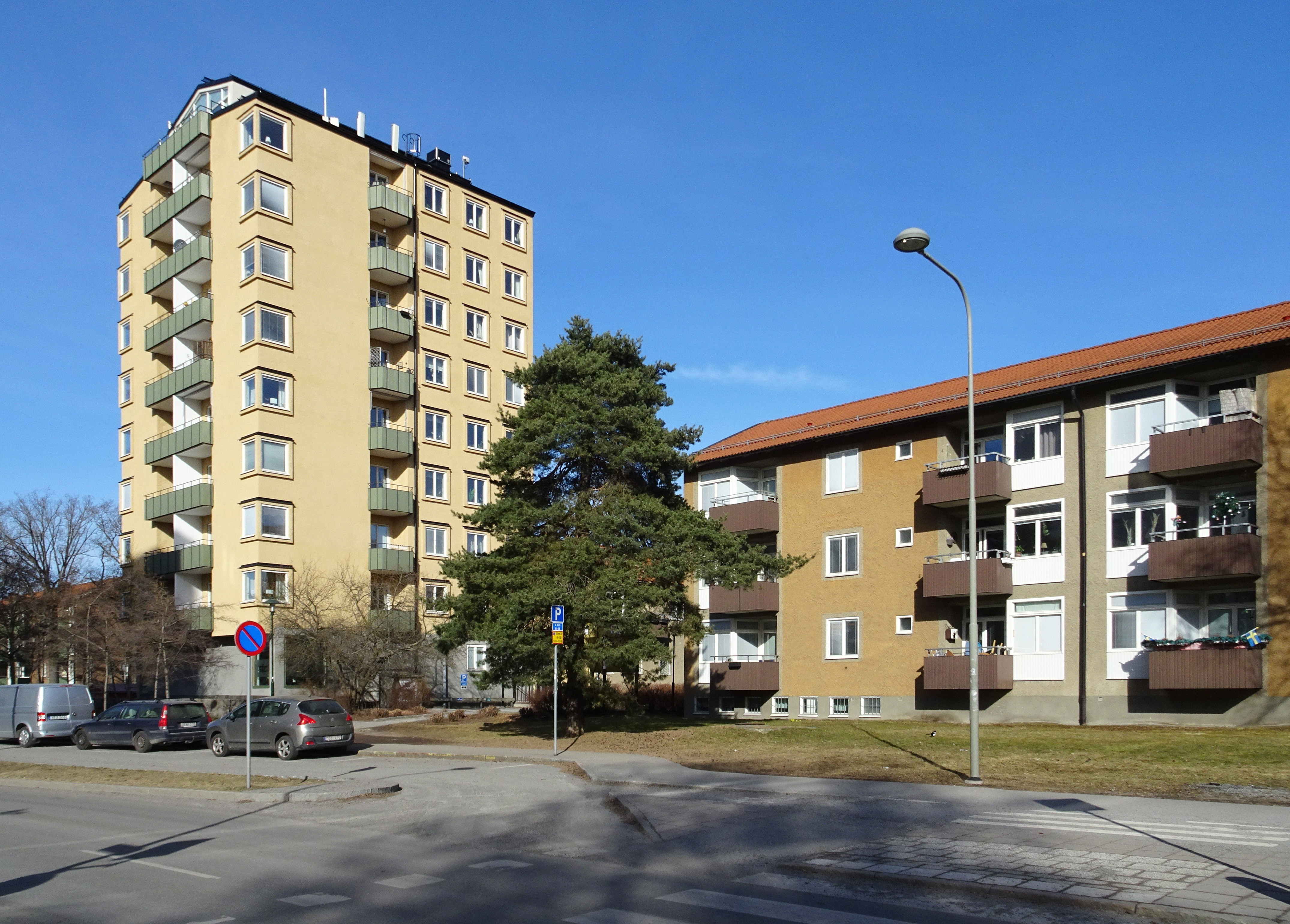
Kvarteret Ovanlädret.
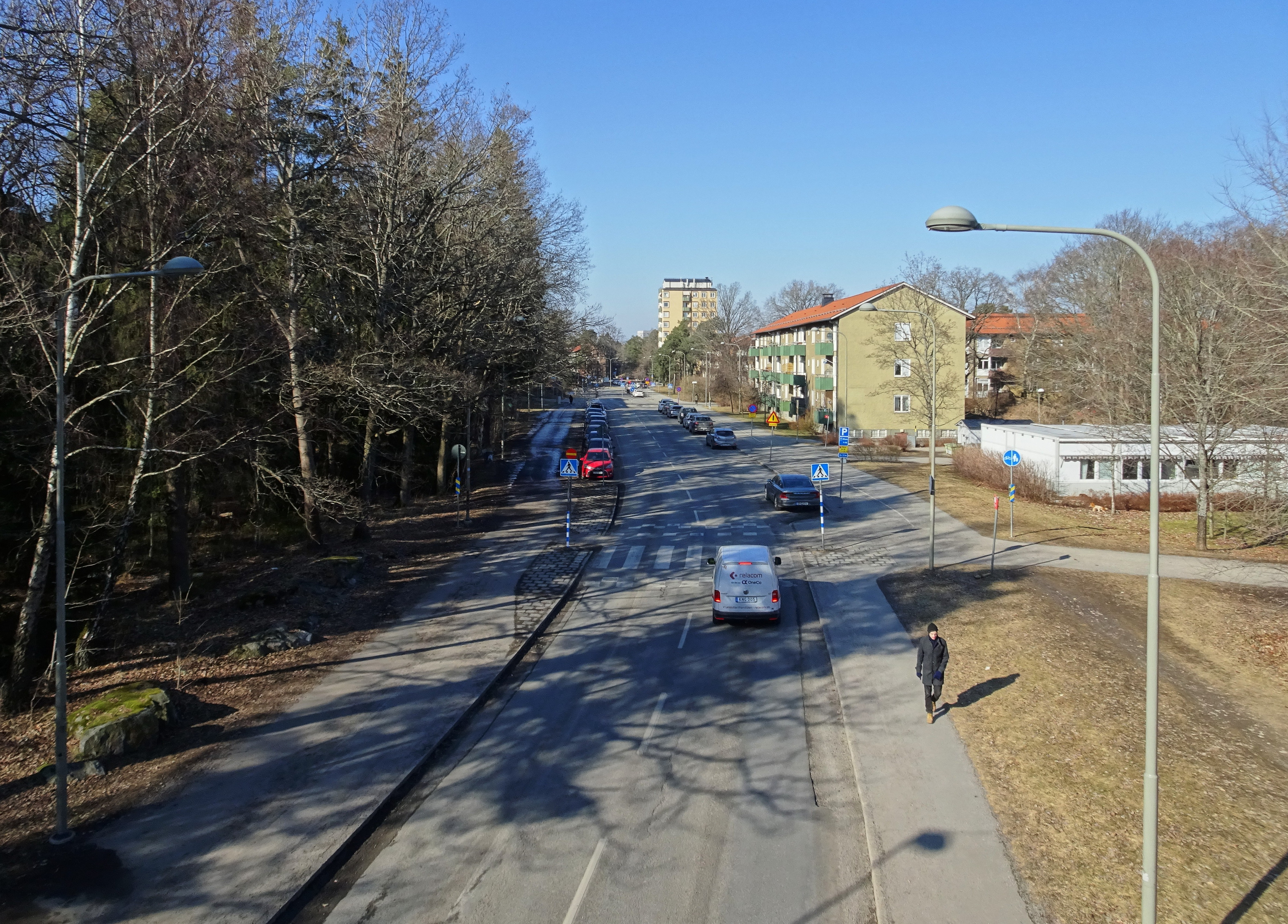
Folkparksvägen mot norr sedd från gång- och cykelbron.

Gatans södra del
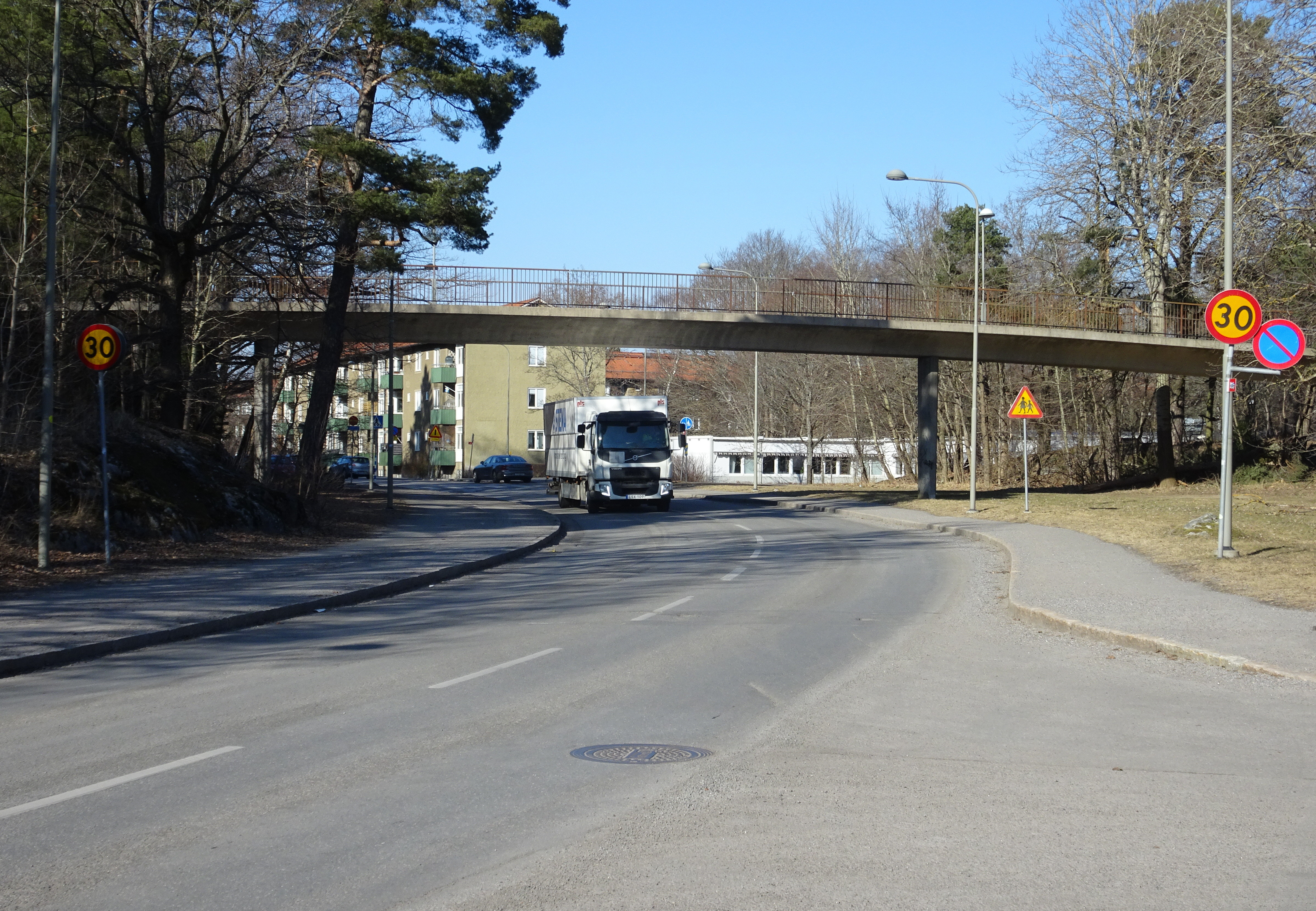
Folkparksvägens gång- och cykelbro, vy mot norr.
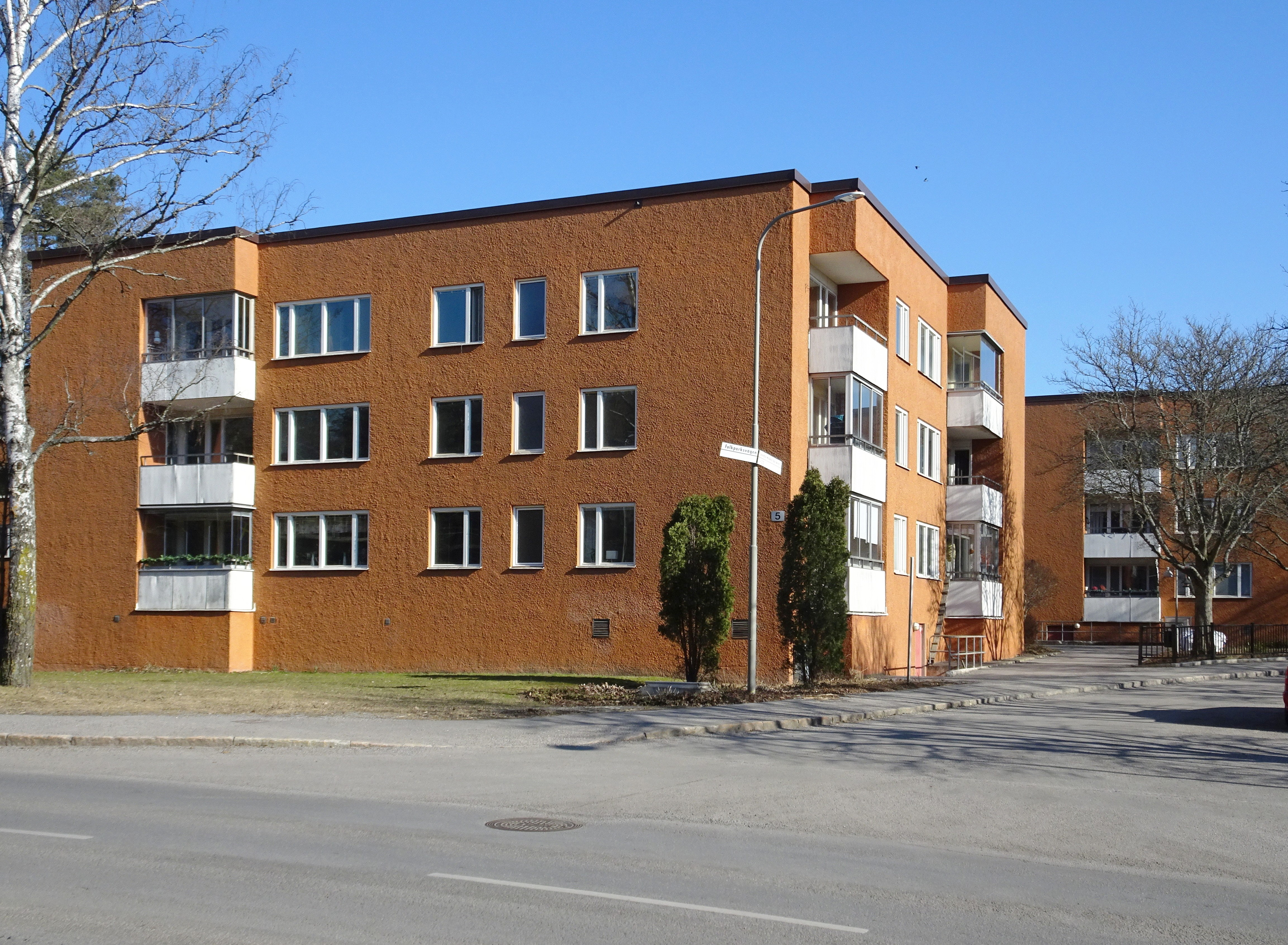
Vid Sandalmakarbacken i "Apelsinlunden".
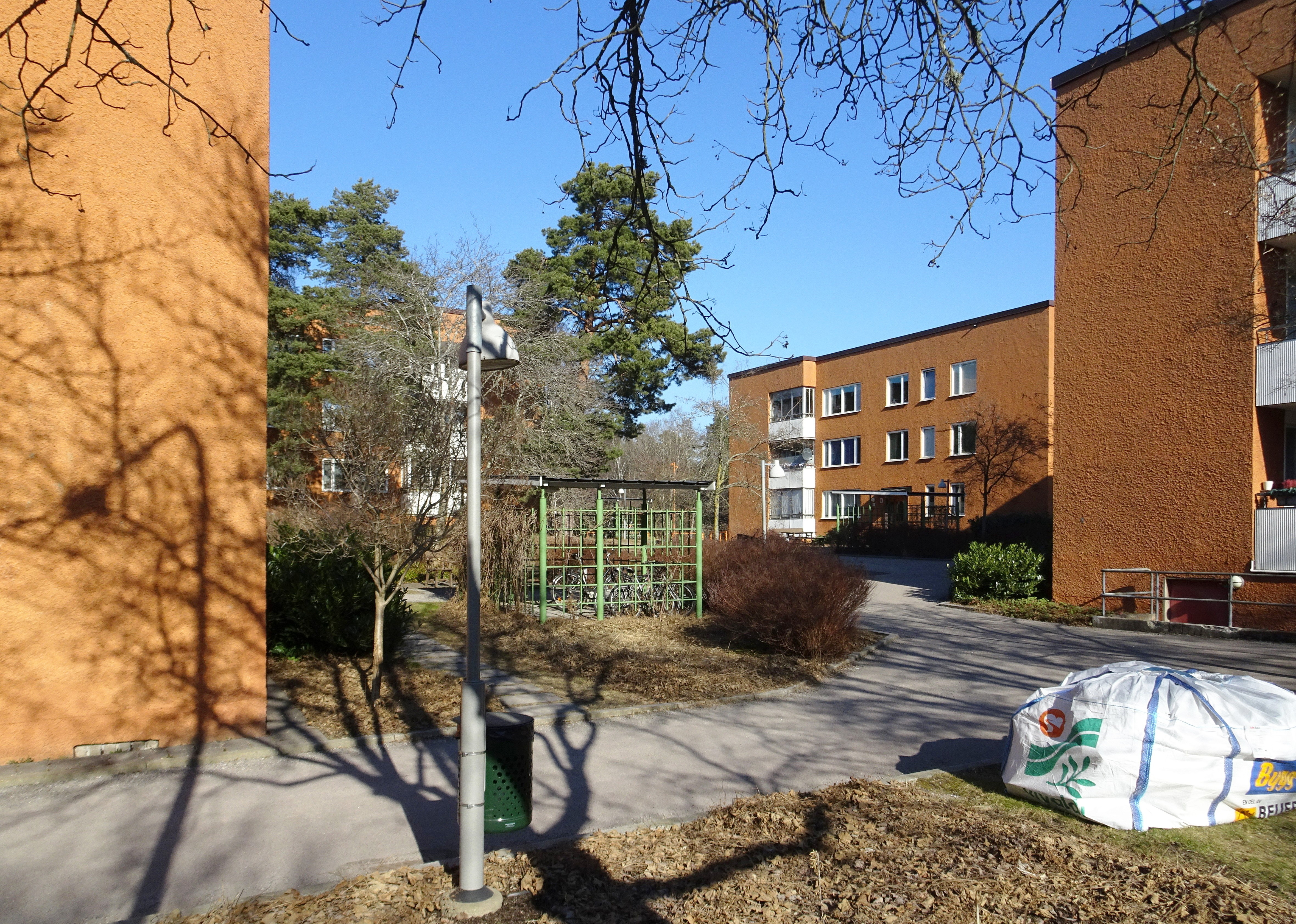
Kvarteret Pliggen i "Apelsinlunden".
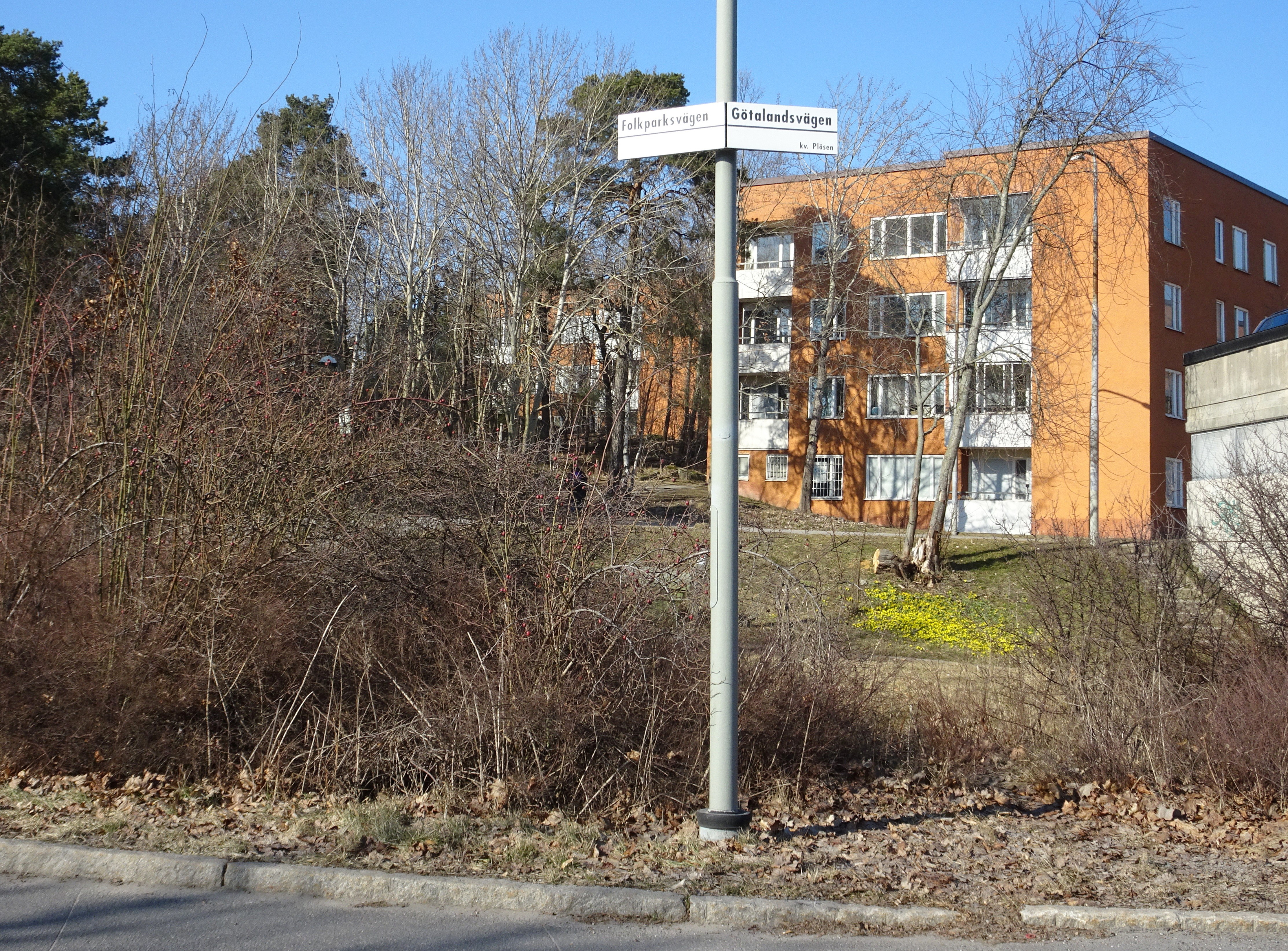
Vid Götalandsvägen med kvarteret Pliggen i bakgrunden.